# ウルトラQ倶楽部
『ウルトラQ倶楽部』（ウルトラキューくらぶ）は、TBSラジオで2003年（平成15年）10月5日から2004年（平成16年）3月28日まで、毎週日曜19:30 - 20:00に放送されたラジオ番組。
番組構成は、新作の『ウルトラQ』のラジオドラマと初期のウルトラシリーズの出演者、スタッフによるトーク。
2004年（平成16年）2月21日には、2時間特番「ウルトラQ倶楽部 スペシャル」が放送された。

## 各話リスト
| 放送日         | 話数       | サブタイトル                             | 脚本     | 演出       | 登場怪獣                                                                     | ゲスト出演                                                                      |
| -------------- | ---------- | ---------------------------------------- | -------- | ---------- | ---------------------------------------------------------------------------- | ------------------------------------------------------------------------------- |
| 2003年 10月5日 | 第1話      | 1/100                                    | 千束北男 | 飯島敏宏   | 1/100人間                                                                    |                                                                                 |
| 10月12日       | 第2話      | キジムナー                               | 上原正三 | 飯島敏宏   | キジムナー ウカミ                                                            | 金城哲夫 - ささきいさお                                                         |
| 10月19日       | 第3話      | ホンモノ                                 | 山田正弘 | 飯島敏宏   | アクマ                                                                       |                                                                                 |
| 11月2日        | 第4話      | 悪霊の正体                               | 藤川桂介 | 飯島敏宏   | 悪霊                                                                         | 森厳和尚 - 黒部進 実相寺吾子 松原剛志 高土新太郎                                |
| 11月9日        | 第5話      | 富士盛 進撃の秘密                        | 千束北男 | 飯島敏宏   | たなごころ                                                                   | 高土新太郎                                                                      |
| 11月16日       | 第6話      | 天使のハナシ                             | 山田正弘 | 飯島敏宏   | 天使                                                                         | 天使 - 二瓶正也 尾崎右宗 鈴木みさと 松原剛                                      |
| 11月23日       | 第7話      | 大怪獣ウカミ登場                         | 上原正三 | 飯島敏宏   | ウカミ キジムナー                                                            | 金城哲夫 - ささきいさお 水木薫 外島孝一                                         |
| 11月30日       | 第8話      | 2025年からの使者（前編）                 | 千束北男 | 飯島敏宏   | ケムール人                                                                   | 東海孝之助 高土新太郎                                                           |
| 12月7日        | 第9話      | 2025年からの使者（後編）                 | 千束北男 | 飯島敏宏   | ケムール人 たなごころ                                                        | 東海孝之助 高土新太郎                                                           |
| 12月14日       | 第10話     | 運命                                     | 佐々木守 | 実相寺昭雄 | 観音様                                                                       | 佐々木梅治 原知佐子                                                             |
| 12月21日       | 第11話     | 諸人こぞりて（続・2025年からの使者）     | 千束北男 | 飯島敏宏   | ケムール人 たなごころ                                                        | 高土新太郎 東海孝之助 市村直樹 岩佐真理子 洞内秀                                |
| 12月28日       | 第12話     | 冬の熱情                                 | 佐々木守 | 実相寺昭雄 | 姫君                                                                         | 原知佐子                                                                        |
| 2004年 1月4日  | 第13話     | 怪獣千夜一夜物語（前編）「ひとめぼれ」   | 上原正三 | 飯島敏宏   | ヒメ ステーキング キバマンモス                                               | 高土新太郎                                                                      |
| 1月11日        | 第14話     | 怪獣千夜一夜物語（後編）「1500万人の餌」 | 上原正三 | 飯島敏宏   | ヒメ ステーキング キバマンモス タマラン タコヤング ハブギラス モンスター星人 | 高土新太郎 市村直樹 岩佐真理子 洞内秀                                           |
| 1月18日        | 第15話     | 巨鳥ユピカの伝説                         | 佐々木守 | 実相寺昭雄 | ユピカ                                                                       | 水町レイコ 上杉陽一 湯田美由紀 麗波サトー                                       |
| 1月25日        | 第16話     | 天神の謎                                 | 藤川桂介 | 飯島敏宏   | カゲムシャン                                                                 | 高土新太郎 毒蝮三太夫                                                           |
| 2月1日         | 第17話     | おれのペガサス                           | 佐々木守 | 勝賀瀬重憲 | ペガサス                                                                     | 内山昂輝 小川はるみ 内野惣次郎                                                  |
| 2月8日         | 第18話     | 犬は知っていた                           | 海堂太郎 | 樋口祐三   | 愛犬ジョン                                                                   | 高土新太郎                                                                      |
| 2月15日        | 第19話     | その人の名は？                           | 海堂太郎 | 樋口祐三   | ピン太                                                                       | 高土新太郎                                                                      |
| 2月21日        | スペシャル | 恐怖の2020年ケムール人再び来たる         | 千束北男 | 飯島敏宏   | ケムール人                                                                   |                                                                                 |
| 2月22日        | 第20話     | 若返り                                   | 万城目淳 | 佐原健二   | 仙人                                                                         | 仙人 - 二瓶正也 五藤悠有菜 清水一男                                             |
| 2月29日        | 第21話     | 白の戦慄                                 | 佐々木守 | 実相寺昭雄 | 巨大雪だるま                                                                 | 佐々木梅治 三田健二 麗波サトー                                                  |
| 3月7日         | 第22話     | 春の人魚                                 | 佐々木守 | 実相寺昭雄 | 人魚                                                                         | 寺田農                                                                          |
| 3月14日        | 第23話     | 臨時ニュース                             | 小中和哉 | 小中和哉   | 浮遊物体                                                                     | 蜷川みほ 小中明子 岩田有弘 スチュワーデス - 岩崎光里 浦口直樹 向井政生 秋沢淳子 |
| 3月28日        | 第24話     | あの日はもう帰らない                     | 千束北男 | 飯島敏宏   | 憎まれっ子                                                                   | お人形 - 鈴木みさと 岩崎光里 劇団ひまわり                                       |

## 出演者
- 万城目淳：佐原健二
- 戸川一平：西條康彦
- 江戸川由利子：桜井浩子
- ナレーション：向井政生（TBSアナウンサー）

### 主なゲスト
- 金城哲夫（第2・6話）：ささきいさお
- 森厳和尚（第4話）：黒部進
- ホーリー（第6話）：尾崎右宗
- スチュワーデス（第18話）：岩崎光里
- 天使（第6話）、仙人（第20話）：二瓶正也
- さとみ（第6話）、お人形（第20話）：おかのみさと
- 邦夫（第22話）：寺田農

## スタッフ
- ドラマコンポーザー - 飯島敏宏
- 監修 - 実相寺昭雄（17話）、飯島敏宏（20話）
- 制作・著作 - 円谷プロダクション、TBS

### 脚本
- 千束北男
- 上原正三
- 山田正弘
- 藤川桂介
- 佐々木守
- 海堂太郎
- 万城目淳
- 小中和哉

### 演出
- 飯島敏宏
- 実相寺昭雄
- 樋口祐三
- 佐原健二
- 勝賀瀬重憲
- 小中和哉

## 備考
放送は終了したが、この番組を収録したCD『デジタルウルトラシリーズ ウルトラQ倶楽部 COMPLETE BOX』が発売されている。また、ブロードバンドによる配信も行われており、それらによって現在でも聴くことができる。
| TBSラジオ ナイターシーズンオフ日曜19時台後半 | TBSラジオ ナイターシーズンオフ日曜19時台後半 | TBSラジオ ナイターシーズンオフ日曜19時台後半 |
| 前番組                                       | 番組名                                       | 次番組                                       |
| -------------------------------------------- | -------------------------------------------- | -------------------------------------------- |
| ?                                            | ウルトラQ倶楽部                              | ?                                            |